# Richard Ritterschlag
Richard Ritterschlag ist ein Kinderspiel des Spieleautors Johannes Zirm. Das Legespiel für zwei bis vier Spieler ab fünf Jahren dauert etwa 10 Minuten pro Runde. Es ist im Jahr 2013 bei Haba erschienen und wurde im Folgejahr für das Kinderspiel des Jahres nominiert.

## Thema und Ausstattung
Bei dem Spiel versuchen die Mitspieler auf einer auszulegenden Landschaft aus dreieckigen Landschaftskarten mehrere Aufgaben für den von ihnen verkörperten Schildknappen des Ritters Ratlos zu erfüllen. Dies geschieht, in dem sie die Landschaftsfelder so aneinanderlegen, dass sie jeweils die Voraussetzungen für ihre Aufgaben erfüllen. Das Spielmaterial besteht neben der Spielanleitung aus 36 dreieckigen Landschaftsplättchen, 18 Aufgabenkarten und einer Holzfigur des Ritters Ratlos.

## Spielweise
Vor dem Spiel wird von den Landschaftsplättchen das Plättchen mit der Burg als Startplättchen offen auf das Spielfeld gelegt. Alle anderen Landschaften und auch die Aufgabenkarten werden gemischt, die Landschaftsplättchen werden als verdeckte Kartenstapel zusammen mit der Ritterfigur an den Spielfeldrand gelegt. Die Aufgabenkarten werden gleichmäßig an die Mitspieler verteilt und vor diesen mit der Geländeseite nach oben ausgelegt.
Das Spiel wird im Uhrzeigersinn beginnend mit einem Startspieler gespielt. Der jeweils aktive Spieler zieht eine Landschaftskarte von einem der Kartenstapel und versucht, dieses passend an die bereits ausliegenden Plättchen anzulegen. Dabei zeigt jedes Kärtchen entweder ein halbes Randfeld mit einem farbigen Kreuz oder an der Spitze ein Sechstel eines Turnierplatzes. Die Kreuze dürfen farblich passend und die Turnierplatzsegmente und die leeren Seiten ebenfalls passend aneinandergelegt werden, allerdings darf nie ein Kreuzfeld oder ein Turnierplatzsegment an eine leere Seite (Wiese) angelegt werden. Wenn das Plättchen nirgends passt, wir es verdeckt unter einen Stapel geschoben und der Mitspieler bekommt ein neues Plättchen, bis er eines anlegen kann.
Nachdem das Plättchen liegt, überprüft der Spieler, ob eine Aktion ausgeführt werden kann. Dies geschieht, wenn entweder ein Feld mit zwei gleichfarbigen Kreuzen oder ein vollständiger Turnierplatz entstanden ist. Hat der Spieler ein Feld mit zwei gleichfarbigen Kreuzen komplettiert und besitzt er ein Aufgabenplättchen mit einem Kreuz dieser Farbe, darf er dieses aufgedeckt auf das Feld legen und hat diese Aufgabe erfüllt. Ist durch das Plättchen ein vollständiger Turnierplatz entstanden, hat er ein Turnier gewonnen und darf auf dem Platz ein beliebiges Aufgabenplättchen ablegen.
Neben diesen Felder befinden sich auf den Landschaftsplättchen auch Illustrationen. Immer, wenn ein Plättchen mit einem Pferd angelegt wird, wir die Ritterfigur des Ritter Ratlos (der immer auf der Suche nach seinem Pferd ist) auf das Plättchen gestellt. Legt ein Spieler ein Landschaftsplättchen an eines, auf dem der Ritter steht, darf er einen weiteren Zug machen. Bei dem Folgezug darf er den Ritter allerdings nicht ein zweites Mal nutzen.
Das Spiel endet, wenn ein Spieler sein letztes Aufgabenplättchen ablegen konnte und so das Spiel gewinnt. Gelingt es keinem Spieler, alle Aufgaben zu erfüllen, bevor alle Landschaftskarten ausgelegt sind, gewinnen der oder die Spieler mit den wenigsten verbliebenen Aufgaben.

## Solo-Spiel
Neben den Regeln zum Spiel mit mehreren Spielern enthält die Regel auch eine Solo-Spielvariante, bei dem der Spieler ähnlich wie bei einem Tangram verschiedene vorgegebene Figuren mit den Dreiecksplättchen nachlegen muss. Dabei gelten die Anlegeregeln des Grundspiels.

## Veröffentlichung und Rezeption
Das Spiel Richard Ritterschlag wurde von dem Spieleautor Johannes Zirm entwickelt und ist im Jahr 2013 zu den Internationalen Spieletagen in Essen bei Haba in einer multilingualen Version auf Deutsch, Niederländisch, Französisch, Englisch, Italienisch und Spanisch erschienen. Dabei veröffentlichte es HABA in verschiedenen Verpackungen für verschiedene Länder. 2016 erschien bei Hobby World eine Ausgabe des Spiels auf Russisch.
Das Spiel wurde 2014 für das Kinderspiel des Jahres nominiert.  Die Jury zum Kinderspiel des Jahres beschrieb das Spiel wie folgt:

„Der Autor Johannes Zirm schafft mit einem Minimum an Material und Regeln den Stoff, aus dem die ganz großen Heldengeschichten sind. Nach und nach breitet sich eine so atmosphärische wie augenzwinkernde Ritterwelt aus, in die die Spieler immer wieder gerne eintauchen, ob alleine oder in der Gruppe. Danach sind sie bereit für größere Aufgaben – auch am Spieltisch.“

## Belege
1. 1 2 3 4 5 6  Spieleanleitung Richard Ritterschlag, HABA 2013
2. ↑  Richard Ritterschlag, Versionen bei BoardGameGeek. Abgerufen am 29. September 2019.
3. 1 2  Richard Ritterschlag auf der Website des Spiel des Jahres e.V.; abgerufen am 29. September 2019